# Ibrahim Ba
Ibrahim Ngom Ba (ur. 12 listopada 1973 w Dakarze) – francuski piłkarz senegalskiego pochodzenia, grający na pozycji prawego pomocnika.
Zaliczył 8 występów w reprezentacji Francji, strzelając dla niej 2 gole. Pod koniec maja 2008 roku zakończył zawodową karierę i zapowiedział, że rozpocznie pracę jako skaut A.C. Milan w Afryce.

## Sukcesy
- 1999 Mistrzostwo Włoch (A.C. Milan)
- 2003 Puchar Włoch (A.C. Milan)
- 2003 Liga Mistrzów (A.C. Milan)
- 2005 Mistrzostwo Szwecji (Djurgårdens IF)
- 2005 Puchar Szwecji (Djurgårdens IF)